# Mechelroda
Mechelroda ist eine Gemeinde im Süden des Landkreises Weimarer Land und Teil der Verwaltungsgemeinschaft Mellingen. Ortsteile sind Mechelroda und Linda.

## Geschichte
Mechelroda wird erstmals 1319 urkundlich als „Mechtylderode“ genannt. Im Mittelalter gehörte der Ort zum Bereich der Burg Weimar, grundherrlichen Besitz hatten auch die von Schweinsberg (1328), die Marschälle von Tiefurt (1332), das Kloster Oberweimar und im 16. Jahrhundert die Familie von Meusebach.
Im Ort befindet sich der „Gleichensche Hof“, ein Freihof, der zur Herrschaft Blankenhain gehörte, während das Rittergut mit dem übrigen Dorf als Sitz eines Patrimonialgerichts dem Amt Weimar eingegliedert war.
Ab Anfang des 19. Jahrhunderts war der Ort Teil des Großherzogtums Sachsen-Weimar-Eisenach und wurde nach 1945 mit dem Land Thüringen Teil der Sowjetischen Besatzungszone und der DDR. Seit 1990 gehört der Ort zum neu gegründeten Bundesland Thüringen.
Der Ortsteil Linda wird erstmals 1338 im Zusammenhang mit dem Adelsgeschlecht De Linde genannt und wurde nach 1450 als Siedlung aufgegeben. Im 16. Jahrhundert wurde hier ein Schäfereigut der Herrschaft Blankenhain errichtet. Seit 1850 ist Linda nach Mechelroda eingemeindet.

## Politik

### Gemeinderat
Der Gemeinderat in Mechelroda besteht aus sechs Ratsmitgliedern, die bei der Kommunalwahl am 26. Mai 2024 in einer Mehrheitswahl gewählt wurden, alle Wählergemeinschaft Mechelroda und der ehrenamtlichen Bürgermeisterin als Vorsitzenden.

### Bürgermeisterin
Bürgermeisterin von Mechelroda ist die parteilose Ines Lehmann. Ihre Wahl erfolgte am 7. Mai 2023.

## Wirtschaft und Infrastruktur

### Verkehr
Mechelroda liegt zwei Kilometer südlich der Bundesstraße 87. Kaum weiter ist es bis zur Autobahnanschlussstelle Apolda der Bundesautobahn 4.
Die Buslinie 229 der Verwaltungsgesellschaft des ÖPNV Sömmerda und Weimar erschließt den Ort wochentags, wobei der Fahrplan auf den Schülerverkehr ausgerichtet ist. Der nächste Bahnhof ist Mellingen an der Holzlandbahn, etwa vier Kilometer nördlich von Mechelroda.

## Kultur und Sehenswürdigkeiten

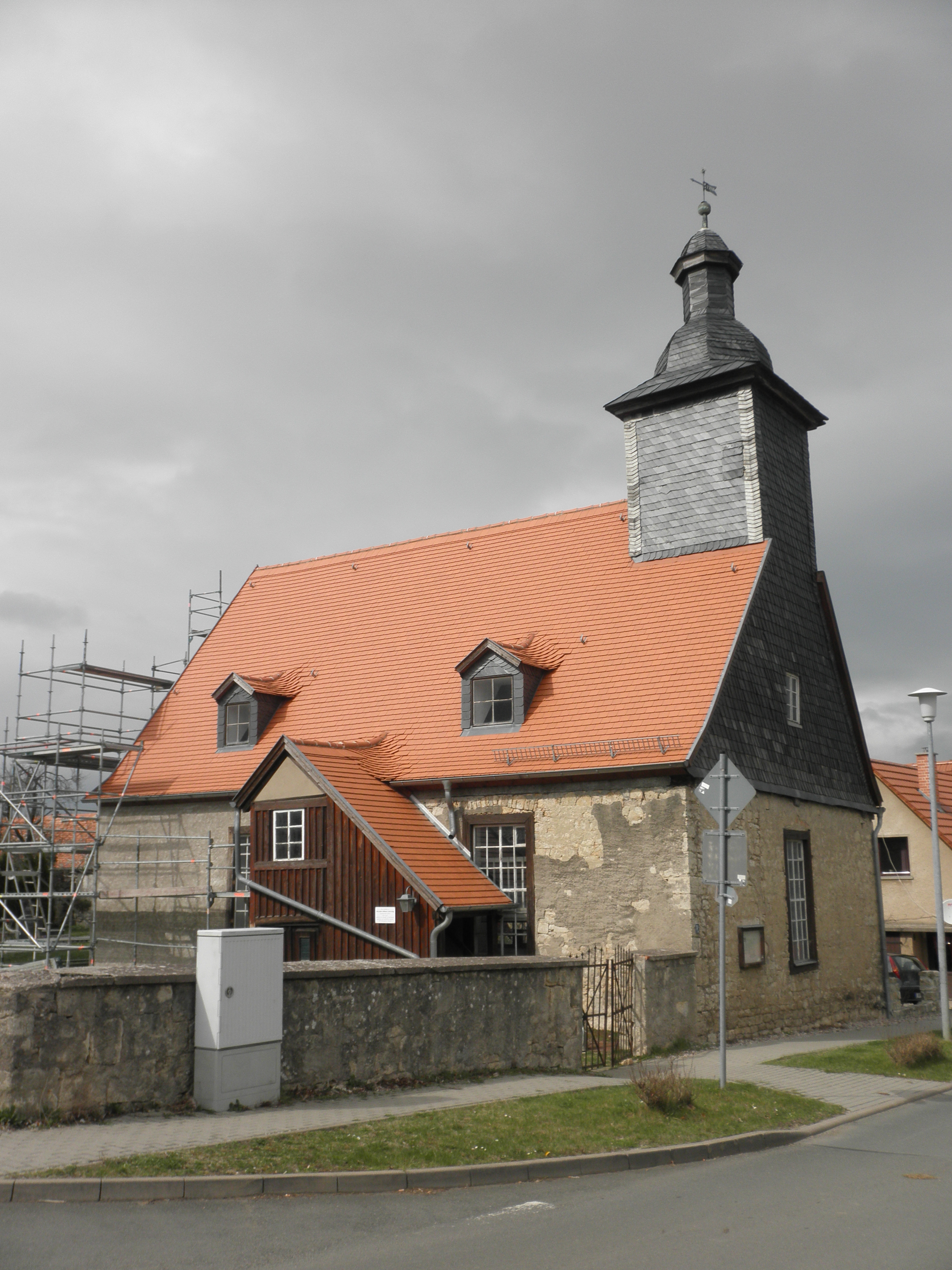
Dorfkirche Mechelroda, Foto von 2012

Die evangelische Kirche ist eine kleine, massive und ursprünglich verputzte Saalkirche mit östlichem Dachturm. Sie wurde 1707 anstelle eines Vorgängers (1580) errichtet. Renovierungen erfolgten 1888 und 1965. Im Inneren befinden sich eine gewölbte Holzdecke und zweigeschossige Emporen. Ein barocker Kanzelaltar steht im Westen. Der Taufstein mit achteckigem Kalksteinbecken stammt aus dem 15. Jahrhundert. Vor dem Altarstipes ist der Grabstein für Anna von Nesselrot von 1581.

## Persönlichkeiten
- Alexander Wilhelm Gottschalg (1827–1908), Kantor, Organist und Komponist sowie Vertrauter von Franz Liszt (Gedenktafel an der Dorfkirche)
- Falk Oesterheld (* 21. August 1941), deutscher politischer Beamter, von 2008 bis 2009 Staatssekretär im Thüringer Ministerium für Soziales, Familie und Gesundheit und von 2016 bis 2019 Bürgermeister der Gemeinde Mechelroda.

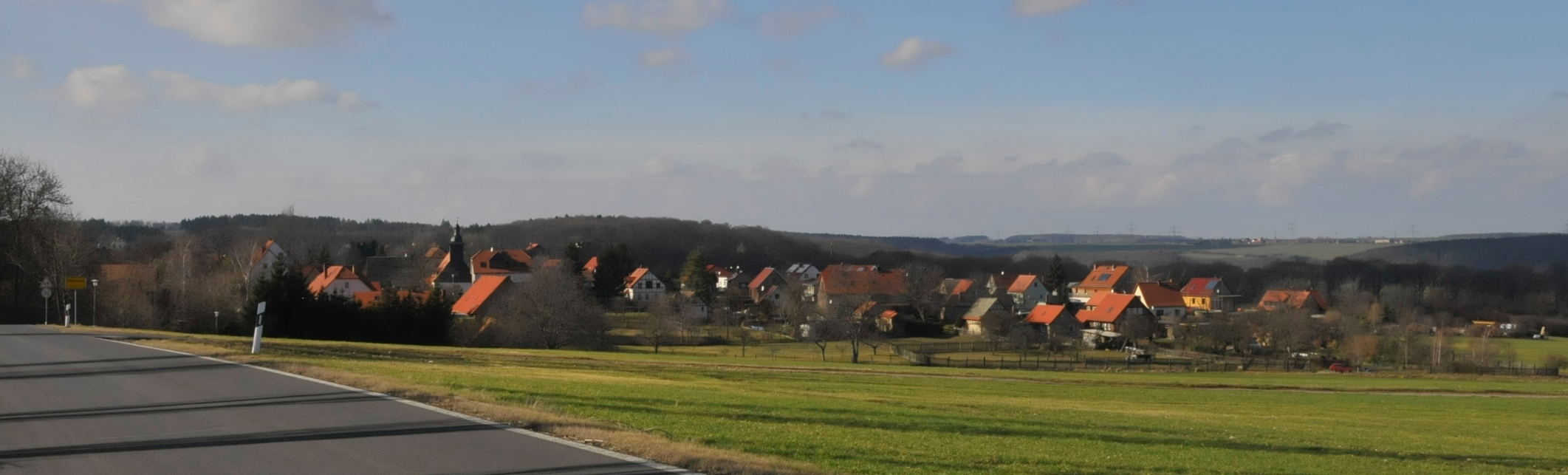
Ortsansicht